# اشکال‌زدا

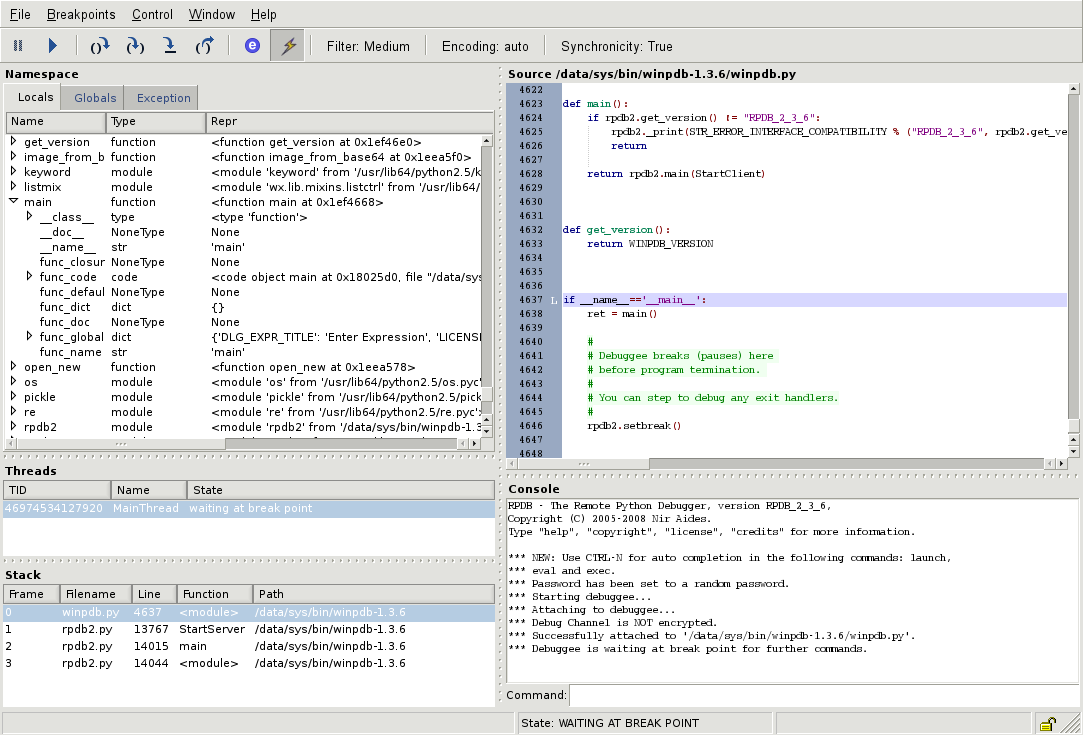
اشکال‌یاب

اِشکال‌زدا یا اشکال‌یاب (به انگلیسی: Debugger) یا دیباگر ابزاری کمکی جهت اجرای دستورهای زبان اسمبلی و برای ایجاد، آزمایش، اجرا، تغییر و اشکال یابی برنامه، به زبان اسمبلی است.یکی از مزایای نوشتن برنامه در محیط نرم‌افزار دیباگ این است که برنامه به‌طور مستقیم قابل اجرا بوده و نیازی به ترجمه ندارد.

## تاریخچه دیباگرها
اشکال‌زدایی یکی از مراحل اساسی در فرآیند توسعه نرم‌افزار است که از اوایل ظهور رایانه‌ها اهمیت پیدا کرد. اولین ابزارهای اشکال‌زدا بسیار ساده بودند و عمدتاً برای برنامه‌نویسی زبان اسمبلی طراحی شده بودند. با پیشرفت فناوری، دیباگرها نیز توسعه یافته و به ابزارهای پیچیده‌تر و چندمنظوره تبدیل شدند.

## خصوصیات
1. به‌طور مستقیم به زبان اسمبلی برنامه نوشت و آن را اجرا کرد[۲].
2. برنامه آماده به زبان اسمبلی را می‌توان به محیط دیباگ انتقال داده و آن را آزمایش و اجرا نمود.
3. برنامه اسمبلی را می‌توان دستور به دستور اجرا کرد، محتوای ثبات‌ها و خانه حافظه را مشاهده و تغییرات لازم را انجام داد[۳].
4. محتویات خانه حافظه هر سگمنت را می‌توان دید.

یکی از محاسن برنامه دیباگ این است که تمام دستورها را به زبان اسمبلی و معادل آنها، به زبان ماشین (در کد هگزا دسیمال)نشان می‌دهد.

## ویژگی‌ها و عملکردهای اصلی دیباگرها

### ۱.اجرای خط به خط (Step-by-Step Execution):
این قابلیت به توسعه‌دهنده امکان می‌دهد که برنامه را به‌صورت گام‌به‌گام اجرا کند تا مکان دقیق خطا مشخص شود.

### ۲.بررسی متغیرها و حافظه:
توسعه‌دهنده می‌تواند مقادیر متغیرها و خانه‌های حافظه را در هر لحظه مشاهده کرده و تغییرات لازم را اعمال کند.

#### تنظیم نقاط توقف (Breakpoints):
نقاط توقف، نقاطی در کد هستند که برنامه در هنگام رسیدن به آن‌ها متوقف می‌شود تا بتوان وضعیت را بررسی کرد.

#### مشاهده دستورات اسمبلی:
دیباگرها اغلب امکان مشاهده دستورات اسمبلی و معادل آن‌ها به زبان ماشین (کد هگزادسیمال) را فراهم می‌کنند.

#### شبیه‌سازی رفتار پردازنده:
دیباگرها می‌توانند رفتار پردازنده و تعامل آن با حافظه را شبیه‌سازی کنند.

## انواع دیباگرها

### دیباگر سطح پایین:
این دیباگرها برای اشکال‌زدایی برنامه‌هایی که مستقیماً با سخت‌افزار تعامل دارند (مانند برنامه‌های اسمبلی) طراحی شده‌اند.

### ۲.دیباگر سطح بالا:
برای برنامه‌های نوشته‌شده به زبان‌های سطح بالا (مانند C++، Java یا Python) استفاده می‌شوند و با رابط کاربری گرافیکی کاربرپسند ارائه می‌شوند.

### ۳.دیباگرهای تعاملی:
به توسعه‌دهنده امکان می‌دهند تا در حین اجرای برنامه، با آن تعامل داشته باشد و وضعیت‌ها را تغییر دهد.

### دیباگرهای از راه دور:
1. این ابزارها به توسعه‌دهندگان اجازه می‌دهند تا کدی را که روی یک دستگاه دیگر اجرا می‌شود اشکال‌زدایی کنند.

## مزایا و معایب استفاده از دیباگرها

### مزایا:
- کاهش زمان موردنیاز برای شناسایی و رفع خطا.
- امکان مشاهده جزئیات اجرای برنامه.
- تست برنامه در شرایط واقعی و محیط‌های شبیه‌سازی‌شده.

### معایب:
- ممکن است برای توسعه‌دهندگان مبتدی پیچیده باشد.
- دیباگرهای پیشرفته نیازمند منابع سخت‌افزاری بیشتری هستند.

## ابزارهای رایج دیباگر
برخی از محبوب‌ترین ابزارهای دیباگر عبارتند از:

### GDB (GNU Debugger)
ابزار خط فرمانی قدرتمند برای اشکال‌زدایی برنامه‌های نوشته‌شده به زبان‌های C و C++.

### Visual Studio Debugger
دیباگر گرافیکی و پیشرفته‌ای که در IDE ویژوال استودیو تعبیه شده است.

### LLDB
دیباگری که توسط پروژه LLVM توسعه داده شده و به زبان‌های مختلف خدمت می‌کند.

### Chrome DevTools
ابزار اشکال‌زدایی مخصوص مرورگر گوگل کروم برای تحلیل و رفع خطاهای وب‌سایت‌ها.

### Xcode Debugger
دیباگر ارائه‌شده در IDE Xcode مخصوص توسعه اپلیکیشن‌های iOS و macOS.

## کاربردهای دیباگر

### ۱.توسعه نرم‌افزار
دیباگرها به توسعه‌دهندگان کمک می‌کنند تا رفتار کد خود را تحلیل کنند و مشکلات منطقی و فنی را شناسایی و رفع کنند.

### ۲.تحلیل کد مخرب:
در امنیت سایبری، دیباگرها برای بررسی و تحلیل بدافزارها استفاده می‌شوند.

### ۳.آموزش برنامه‌نویسی:
استفاده از دیباگرها یکی از بهترین روش‌ها برای آموزش مفاهیم عمیق برنامه‌نویسی است.

## اصطلاحات مرتبط با دیباگر

### Bug
به معنای خطا یا اشکال در نرم‌افزار.

### Breakpoint
نقطه‌ای در کد که برنامه در هنگام رسیدن به آن متوقف می‌شود.

### Step Over / Step Into
فرمان‌هایی برای کنترل نحوه حرکت در خطوط کد در هنگام اشکال‌زدایی.

### Core Dump
خروجی‌ای که اطلاعات حافظه برنامه را هنگام وقوع خطا ثبت می‌کند.